# Asunción
För andra betydelser, se Asuncion (olika betydelser).

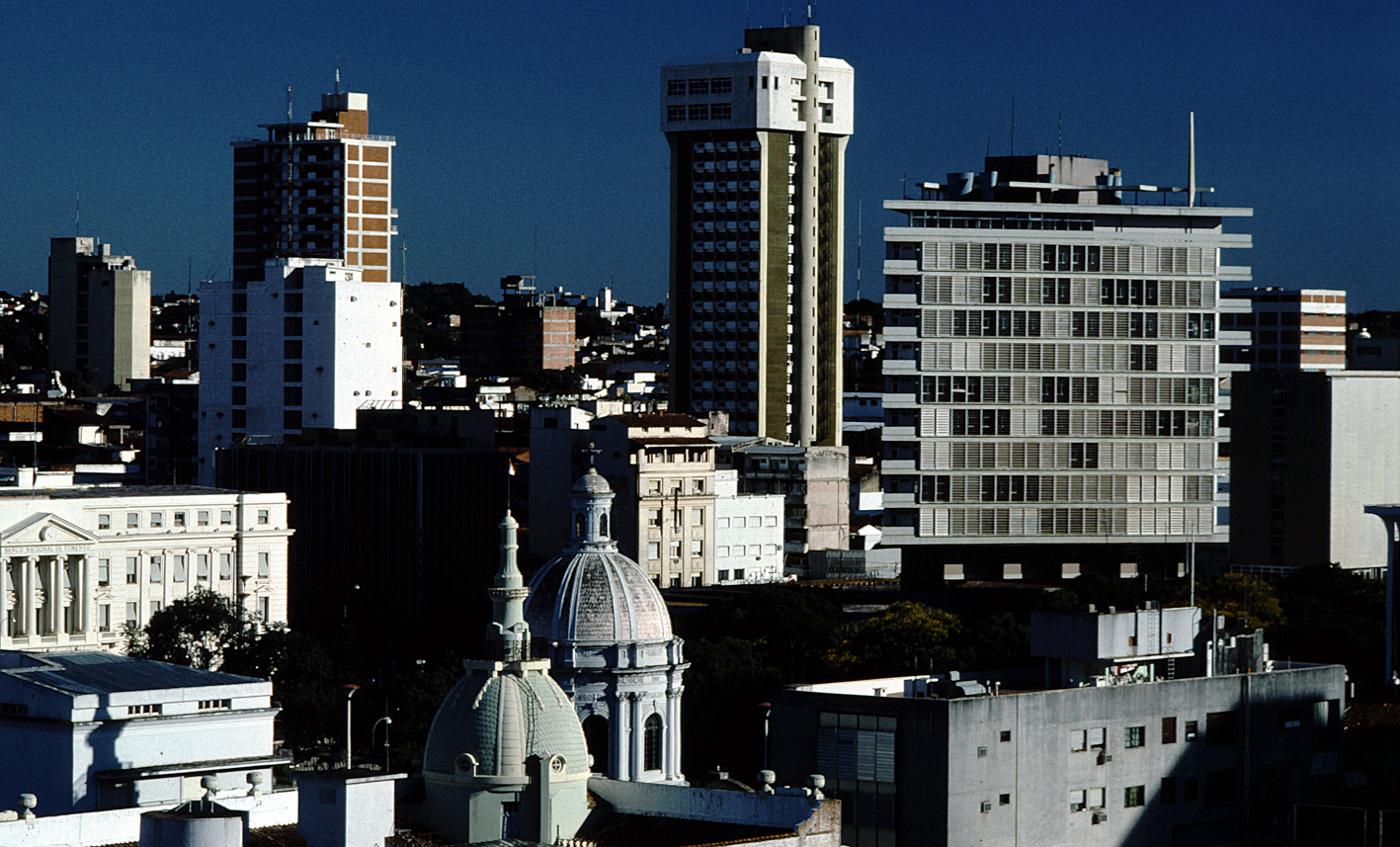
Skyline från Asunción.

Asunción (Nuestra Señora Santa María de la Asunción, guarani: Paraguay) är huvudstad i Paraguay och utgör ett huvudstadsdistrikt, distrito capital, på samma administrativa nivå som landets 17 departement. Staden är belägen vid Rio Paraguay och hade 518 846 invånare år 2007. Hela storstadsområdet hade en beräknad folkmängd av 1 870 000 invånare samma år. Staden grundades på Marie Upptagelses dag, 15 augusti 1537, därav namnet. Assumptio Mariae är latin för Marie upptagelse; himmelsfärd. Staden är landets industriella och kulturella centrum, och hyser landets regering och dess huvudsakliga hamn. Huvudsakliga industrier är skor, textilier och tobak.

## Historik
Asunción är en av Sydamerikas äldsta städer och är känt under epitetet "Städernas moder", eftersom det var därifrån nybyggarna skickades för att grunda nya städer under kolonialtiden. Städer som grundades på detta sätt är exempelvis Buenos Aires, Corrientes och Santa Cruz de la Sierra. Staden grundades 1537 av Juan de Salazar och Gonzalo de Mendoza under namnet Nuestra Señora Santa María de la Asunción.[källa behövs]
1731 leddes ett uppror mot spanjorerna av José de Anteguera y Castro, det första upproret mot de spanska kolonialregeringarna. Upproret misslyckades, men var det första tecknet på en frihetsvilja hos Paraguays ursprungsbefolkning. Det var det här tillfället som influerade främst till Paraguays självständighet, vilken blev ett faktum 1811. En självständighetskupp genomfördes då, och byggnaden där detta skedde är idag ett museum sedan 1965, Museo Casa de la Independencia. 
Efter att Paraguay blivit självständigt började staden snabbt förändras. Under José Gaspar de Francias regeringstid byggdes gator genom hela staden, och allihop döptes. Det var däremot under Carlos Antonio López regeringstid som staden och landet verkligen blomstrade, då den nya presidenten genomförde ekonomiska reformer som gynnade landet. Över 400 skolor, flera fabriker, och landets första järnvägslinjer grundades under denna tid.
Stadens utveckling stannade upp under sonen Francisco Solano López regeringstid, då landet hamnade i det för Paraguay förödande Trippelallianskriget. Staden intogs under krigets sista år och förstördes till viss del. Det tog tid för landet att återhämta sig efter detta, men under 1970- och 1980-talen upplevde staden en ny tid av tillväxt och modernisering.

## Befolkning
Asunción hade en befolkning på 518 846 invånare år 2007, med totalt 1 870 000 invånare i hela storstadsområdet. Runt om staden ligger flera stora förorter, bland annat (med över 100 000 invånare) Fernando de la Mora, Lambaré, Luque och San Lorenzo. Storstadsområdets folkmängd har ökat snabbt under de senaste decennierna på grund av inflyttning från andra departement i Paraguay, mest av ekonomiska skäl. Förortsområdena står för nästan all befolkningsökning under senare år. I början av 1990-talet bodde ungefär hälften av områdets invånare i centrala Asunción, en andel som idag ligger på endast en fjärdedel. 65 procent av befolkningen är under 30 år.

## Geografi
Staden ligger invid Paraguayfloden, och gränsar där till Argentina. Flodens kust skapar ett erkänt vackert landskap. Asunción är även känd för sina parker som är välbesökta turistmål.